# Fontenay-sur-Vègre
Fontenay-sur-Vègre és un municipi francès situat al departament del Sarthe i a la regió de País del Loira. L'any 2007 tenia 319 habitants.

## Demografia

### Població
El 2007 la població de fet de Fontenay-sur-Vègre era de 319 persones. Hi havia 112 famílies de les quals 28 eren unipersonals (12 homes vivint sols i 16 dones vivint soles), 16 parelles sense fills, 56 parelles amb fills i 12 famílies monoparentals amb fills.
La població ha evolucionat segons el següent gràfic:
Habitants censats

### Habitatges
El 2007 hi havia 145 habitatges, 117 eren l'habitatge principal de la família, 13 eren segones residències i 15 estaven desocupats. 144 eren cases i 1 era un apartament. Dels 117 habitatges principals, 86 estaven ocupats pels seus propietaris, 29 estaven llogats i ocupats pels llogaters i 2 estaven cedits a títol gratuït; 2 tenien una cambra, 8 en tenien dues, 15 en tenien tres, 21 en tenien quatre i 71 en tenien cinc o més. 94 habitatges disposaven pel capbaix d'una plaça de pàrquing. A 42 habitatges hi havia un automòbil i a 67 n'hi havia dos o més.

### Piràmide de població
La piràmide de població per edats i sexe el 2009 era:
| Homes | Edats   | Dones |
| ----- | ------- | ----- |
| 0     | 95 o +  | 0     |
| 0     | 90 a 94 | 0     |
| 0     | 85 a 89 | 8     |
| 0     | 80 a 84 | 0     |
| 4     | 75 a 79 | 4     |
| 4     | 70 a 74 | 8     |
| 12    | 65 a 69 | 0     |
| 4     | 60 a 64 | 12    |
| 8     | 55 a 59 | 4     |
| 24    | 50 a 54 | 12    |
| 4     | 45 a 49 | 12    |
| 8     | 40 a 44 | 8     |
| 8     | 35 a 39 | 4     |
| 12    | 30 a 34 | 12    |
| 16    | 25 a 29 | 12    |
| 20    | 20 a 24 | 12    |
| 8     | 15 a 19 | 8     |
| 12    | 10 a 14 | 12    |
| 16    | 5 a 9   | 24    |
| 4     | 0 a 4   | 24    |

## Economia
El 2007 la població en edat de treballar era de 210 persones, 168 eren actives i 42 eren inactives. De les 168 persones actives 157 estaven ocupades (90 homes i 67 dones) i 11 estaven aturades (6 homes i 5 dones). De les 42 persones inactives 15 estaven jubilades, 16 estaven estudiant i 11 estaven classificades com a «altres inactius».

### Ingressos
El 2009 a Fontenay-sur-Vègre hi havia 123 unitats fiscals que integraven 359 persones, la mediana anual d'ingressos fiscals per persona era de 15.098 €.

### Activitats econòmiques
Dels 10 establiments que hi havia el 2007, 1 era d'una empresa de fabricació d'altres productes industrials, 2 d'empreses de construcció, 2 d'empreses de comerç i reparació d'automòbils, 2 d'empreses de transport, 1 d'una empresa d'hostatgeria i restauració, 1 d'una empresa d'informació i comunicació i 1 d'una empresa de serveis.
Dels 2 establiments de servei als particulars que hi havia el 2009, 1 era una empresa de construcció i 1 restaurant.
L'any 2000 a Fontenay-sur-Vègre hi havia 21 explotacions agrícoles que ocupaven un total de 1.206 hectàrees.

## Equipaments sanitaris i escolars
El 2009 hi havia una escola elemental integrada dins d'un grup escolar amb les comunes properes formant una escola dispersa.

## Poblacions més properes
El següent diagrama mostra les poblacions més properes.